# PPP (けものフレンズ)

PPP（ペパプ ）は、「けものフレンズ」シリーズに登場するペンギンのキャラクターからなる架空の5人組アイドルユニット、およびその声優による実在する5人組アイドルユニット。
正式名称はPENGUINS Performance Project.（ペンギンズ・パフォーマンス・プロジェクト）。
なお、本記事ではPPPの事実上の前身である4人組アイドルユニットPIP（Penguin Idol Project、ピップ）についても述べる。
以下特記がない場合、日本語版PPPを扱うものとする。

## 概要
2016年にサービス終了したネクソンのアプリで既にPIPは存在した ものの、ゲーム内の存在であり、現実での活動は行われなかった。TVアニメ「けものフレンズ」が放映されるにあたって、現実でも活動する声優ユニットとして、どうぶつビスケッツとともに2016年の秋ごろオーディションが行われ、ネクソンのアプリではいなかったロイヤルペンギン（プリンセス）を含めた PPPの5人の担当声優が選出された。アニメ、舞台を経て、単独バラエティ番組「PPPのゆるぺぱ」など活動の幅を広げ、2018年4月25日に『ペパプ・イン・ザ・スカイ!』でメジャーデビュー。また、『Kemono Friends: Complete First Season』が制作されるにあたって、英語吹替版のPPPによる大空ドリーマー（Sky Dreamer）が制作されている。

## メンバー

### 日本語版
NEXON版のみ（PIP）
| 名前       | 生年月日      | 出身地         | 配役（愛称）                       | 備考 |
| ---------- | ------------- | -------------- | ---------------------------------- | ---- |
| 金子有希   | 1987年1月19日 | 福岡県北九州市 | コウテイペンギン役。（コウテイ）   |      |
| 金魚わかな | 1994年3月1日  | 山口県下関市   | ジェンツーペンギン役。（ジェーン） |      |
| 後藤友香里 | 1988年1月14日 | 東京都         | イワトビペンギン役。（イワビー）   |      |
| 高橋花林   | 1994年9月9日  | 神奈川県       | フンボルトペンギン役。（フルル）   |      |

アニメ版けものフレンズなど
| 名前       | 生年月日       | 出身地       | 配役（愛称）                       | 備考                  |
| ---------- | -------------- | ------------ | ---------------------------------- | --------------------- |
| 佐々木未来 | 1991年3月30日  | 岩手県盛岡市 | ロイヤルペンギン役。（プリンセス） |                       |
| 根本流風   | 1998年2月10日  | 神奈川県     | コウテイペンギン役。（コウテイ）   |                       |
| 田村響華   | 1996年10月16日 | 和歌山県     | ジェンツーペンギン役。（ジェーン） | ちく☆たむのメンバー。 |
| 相羽あいな | 1988年10月17日 | 大阪府       | イワトビペンギン役。（イワビー）   |                       |
| 築田行子   | 1991年12月19日 | 北海道函館市 | フンボルトペンギン役。（フルル）   | ちく☆たむのメンバー。 |

### 北米版
| 名前                 | 配役（愛称）                       | 備考 |
| -------------------- | ---------------------------------- | ---- |
| アマンダ・リー       | ロイヤルペンギン役。（プリンセス） |      |
| ドーン・ベネット     | コウテイペンギン役。（コウテイ）   |      |
| ミーガン・シップマン | ジェンツーペンギン役。（ジェーン） |      |
| モーガン・ベリー     | イワトビペンギン役。（イワビー）   |      |
| カイリ・ミルズ       | フンボルトペンギン役。（フルル）   |      |

## 設定

### けものフレンズプロジェクトにおける設定
PIPに、プリンセスが加わったことによって現在のPPPへ改名。コウテイペンギンがリーダー。「PPP」の2文字目のPは新メンバーである「プリンセス（Princess）」から来ている説もある（という設定）。

### 各作品における設定
それぞれ各作品によって設定が異なる。
特にアニメ1作目では詳細に語られており、初代PPPが4人、2代目PPPが3人で、アニメに登場する世代が3代目。2代目解散後長く空白期間が存在。プリンセスの呼び掛けでかつてと同じ種属が集結。ただし同一個体ではないため初代、2代目との繋がりはない。
けものフレンズ3では、アニメ1作目とは異なり、PIPにロイヤルペンギンがスカウトされ加入し、PPPになる姿を描いている。

## 略歴
- 2015年
  - 7月9日、NEXON版『けものフレンズ』に、PIPが登場[1]。
- 2016年
  - 9月12日、どうぶつビスケッツ×PPPのメンバーが顔合わせ[15]。
  - 12月14日午前12時、NEXON版『けものフレンズ』のサービス終了[16]。
  - 12月24日、あにしゅがクリスマスフェスタ2016in秋葉原UDXステージイベントに出演[17]。
- 2017年
  - 1月11日、テレビアニメ『けものフレンズ』放映開始。オープニングはどうぶつビスケッツ×PPPの「ようこそジャパリパークへ」。挿入歌は「大空ドリーマー」[注 2]。
  - 2月8日、どうぶつビスケッツ×PPPのファーストシングル「ようこそジャパリパークへ」が発売される。
  - 2月28日、テレビアニメ『けものフレンズ』第8話「ぺぱぷらいぶ」放映。PPPがメインのストーリーで、「大空ドリーマー」を歌唱した。[18]
  - 3月22日、『太鼓の達人 イエローVer.』に「ようこそジャパリパークへ」が追加される[19]。
  - 4月14日、音楽番組『ミュージックステーション』にどうぶつビスケッツ×PPPとして出演。「ようこそジャパリパークへ」を披露した[20]。
  - 6月14日～6月18日、舞台「けものフレンズ」初演に出演[21]。
  - 9月16日、イベント「けものフレンズLIVE」東京公演に参加[22]。
  - 9月18日、『ミュージックステーション ウルトラFES 2017』に生出演。どうぶつビスケッツ×PPPにかばん（内田彩）、マーゲイ（山下まみ）、コツメカワウソ（近藤玲奈）が加わったどうぶつビスケッツ＋かばん×PPP＋マーゲイ＋コツメカワウソとして、「ようこそジャパリパークへ」を披露した[23]。
- 2018年
  - 1月13日～1月21日、舞台「けものフレンズ」再演に出演。13日、14日は、相羽あいな欠席のため、イワトビペンギン役は山下まみが代役を務めた[24]。
  - 3月3日、第12回声優アワードにて「どうぶつビスケッツ×PPP」が歌唱賞受賞[25]。
  - 4月25日、PPPとしてのファーストアルバム「ペパプ・イン・ザ・スカイ!」を発売。正式にメジャーデビューを果たす[26]。
  - 9月2日、初の単独ライブ「けものフレンズ LIVE ～PPP LIVE～」開催。
  - 11月8日～11月18日、舞台「けものフレンズ」2～ゆきふるよるのけものたち～「PPPとマーゲイの回」にイワトビペンギン（相羽あいな）以外がゲスト出演[27]。11月8日には、サーバル役尾崎由香の体調不良により、急遽「PPPとマーゲイ回」に変更となり出演した[28]。
- 2019年
  - 1月15日、テレビアニメ『けものフレンズ2』のオープニングテーマにどうぶつビスケッツ×PPPの「乗ってけ!ジャパリビート」が起用される。
  - 3月4日、テレビアニメ『けものフレンズ2』第8話「しんきょくらいぶ」においてPPPが登場。新曲の「アラウンドラウンド」を歌唱した。ライブシーンは各声優が踊ったものをモーションキャプチャーして作られた。[29]
  - 8月30日、「Animelo Summer Live 2019 -STORY-」にけものフレンズとして参加[30]。i☆Ris、スフィアとコラボを行った[31]。
  - 9月24日、アプリ「けものフレンズ3」配信。これ以降順次アニメ版と同じキャストでPPPのメンバーが実装されていく。
  - 11月9日、イベント「けものフレンズ３LIVE」に参加。イワトビペンギン（相羽あいな）は欠席。代わりにマーゲイ（山下まみ）とカラカル（小池理子）がイワビーのパートを歌唱した[32]。
- 2020年
  - 1月9日、アプリ「けものフレンズ3」5章が配信。PIPとロイヤルペンギンがメインのストーリー。[33]
  - 3月25日、アプリ「けものフレンズ３」でPPPメインのイベント「Penguins Performance Project」開催。同時に、「ちょこっとアニメ けものフレンズ3」#16公開。内容は「わたしたちのストーリー」のショート版が使用された3DCGダンス映像[34]。
- 2021年
  - 4月25日、2回目の単独ライブ、「PPP ONLINE LIVE～世界ペンギンの日大感謝祭～」開催。メンバーのフンボルトペンギンが、ゲスト登場したケープペンギンとともにVTuberとしてデビューすることが告知される[35]。
- 2022年
  - 4月25日、YouTubeのけものフレンズ公式チャンネルで特番を配信[36]。

## ディスコグラフィ

### アルバム
| #   | 発売日        | タイトル                  | 最高位 |
| --- | ------------- | ------------------------- | ------ |
| 1st | 2018年4月25日 | ペパプ・イン・ザ・スカイ! | 9位    |

### どうぶつビスケッツ×PPP

#### シングル
| タイトル | 発売日         | 曲名                     | 規格品番                                                                      | 最高位 |
| -------- | -------------- | ------------------------ | ----------------------------------------------------------------------------- | ------ |
| 1st      | 2017年2月8日   | ようこそジャパリパークへ | VICL-1108（初回限定盤） VICL-37248（通常盤）                                  | 18位   |
| 2nd      | 2017年12月13日 | フレ!フレ!ベストフレンズ | VICL-1260（初回限定盤A） VICL-37334~37335（初回限定盤B） VICL-37336（通常盤） | 14位   |
| 3rd      | 2019年2月13日  | 乗ってけ!ジャパリビート  | VICL-1525（初回限定盤A） VICL-1526（初回限定盤B） VICL-37456（通常盤）        | 23位   |
| 4th      | 2019年10月4日  | け・も・の・だ・も・の   | VIZL-1652（初回限定盤A） VIZL-1653（初回限定盤B） VICL-65251（通常盤）        | 34位   |

### 参加作品
PPP名義、またはPPPに所属するフレンズ単体の名義で参加したもののみ。※が付いた曲は、どうぶつビスケッツ×PPPの曲。
| タイトル                                         | トラック | 曲名                                          |
| ------------------------------------------------ | -------- | --------------------------------------------- |
| Japari Café                                      | 1        | けものパレード ～ジャパリパークメモリアル～※  |
| Japari Café                                      | 2        | ようこそジャパリパークへ（with かばん）※      |
| Japari Café                                      | 5        | 大空ドリーマー                                |
| 舞台「けものフレンズ」オリジナルサウンドトラック | 5        | じょうねつダンス                              |
| 舞台「けものフレンズ」オリジナルサウンドトラック | 13       | けものみち                                    |
| 舞台「けものフレンズ」オリジナルサウンドトラック | 15       | PPPのドレミのうた                             |
| Japari Café2                                     | 7        | わたしたちのストーリー                        |
| Japari Café2                                     | 8        | ドレミファロンド（フレンズ ver.）※            |
| ようこそジャパリパークへ 〜こんぷりーとべすと〜  | 1        | ようこそジャパリパークへ※                     |
| ようこそジャパリパークへ 〜こんぷりーとべすと〜  | 2        | ようこそジャパリパークへ（TV size ver.）※     |
| ようこそジャパリパークへ 〜こんぷりーとべすと〜  | 3        | ようこそジャパリパークへ（PPP ver.）          |
| ようこそジャパリパークへ 〜こんぷりーとべすと〜  | 6        | ようこそジャパリパークへ（プリンセス ver.）   |
| ようこそジャパリパークへ 〜こんぷりーとべすと〜  | 7        | ようこそジャパリパークへ（コウテイ ver.）     |
| ようこそジャパリパークへ 〜こんぷりーとべすと〜  | 8        | ようこそジャパリパークへ（ジェーン ver.）     |
| ようこそジャパリパークへ 〜こんぷりーとべすと〜  | 9        | ようこそジャパリパークへ（イワビー ver.）     |
| ようこそジャパリパークへ 〜こんぷりーとべすと〜  | 10       | ようこそジャパリパークへ（フルル ver.）       |
| ようこそジャパリパークへ 〜こんぷりーとべすと〜  | 12       | ようこそジャパリパークへ（PPP with マーゲイ） |
| MIRACLE DIALIES                                  | 5        | 群青の夢と奇跡                                |
| MIRACLE DIALIES                                  | 10       | け・も・の・だ・も・の※                       |

### タイアップ
※が付いた曲は、どうぶつビスケッツ×PPPの曲。
| 楽曲                                   | タイアップ                                                                      | 時期                          |
| -------------------------------------- | ------------------------------------------------------------------------------- | ----------------------------- |
| ようこそジャパリパークへ※              | テレビ東京系『けものフレンズ』OP                                                | 2017年1月 -                   |
| 大空ドリーマー                         | テレビ東京系『けものフレンズ』挿入歌                                            | 2017年1月 -                   |
| フレ!フレ!ベストフレンズ※              | アプリ『けものフレンズぱびりおん』主題歌                                        | 2018年1月26日 -               |
| 純情フリッパー                         | あにてれ『PPPのゆるぺぱ』テーマ曲                                               | 2018年4月10日 -               |
| 純情フリッパー                         | アプリ『けものフレンズ FESTIVAL』主題歌                                         | 2018年6月7日 -                |
| 東武動物公園テーマソング PPPバージョン | 東武動物公園×けものフレンズ「2018年もとうぶフレンズに会いに行くのだ！」園内放送 | 2018年4月21日 - 2018年7月1日  |
| 乗ってけ！ジャパリビート※              | テレビ東京系『けものフレンズ2』OP                                               | 2019年1月 -                   |
| アラウンドラウンド                     | テレビ東京系『けものフレンズ2』挿入歌                                           | 2019年1月 -                   |
| け・も・の・だ・も・の※                | アプリ『けものフレンズ3』OP                                                     | 2019年9月24日 -               |
| け・も・の・だ・も・の※                | アーケード『けものフレンズ3 プラネットツアーズ』OP                              | 2019年9月26日 - 2021年9月30日 |

## 出演

### ライブ
| 出演日            | タイトル                                                                                          | 会場                                            | 名義                                                           | 備考                          |
| 2017年            | 2017年                                                                                            | 2017年                                          | 2017年                                                         | 2017年                        |
| ----------------- | ------------------------------------------------------------------------------------------------- | ----------------------------------------------- | -------------------------------------------------------------- | ----------------------------- |
| 3月18日           | ビクターロック祭り2017                                                                            | 幕張メッセ国際展示場                            | どうぶつビスケッツ×PPP                                         |                               |
| 4月30日           | ブシロード10周年LIVE                                                                              | 横浜アリーナ                                    | どうぶつビスケッツ×PPP                                         |                               |
| 7月9日            | アイドル横丁夏まつり!!～2017～                                                                    | 横浜赤レンガパーク                              | どうぶつビスケッツ×PPP                                         |                               |
| 8月5日            | テレビ朝日・六本木ヒルズ夏祭り SUMMER STATION                                                     | 六本木ヒルズアリーナ                            | どうぶつビスケッツ×PPP with マーゲイ                           |                               |
| 8月9日            | お台場みんなの夢大陸 めざましライブ                                                               | お台場・青海特設会場                            | どうぶつビスケッツ×PPP                                         |                               |
| 8月25日           | Animelo Summer Live 2017 THE CARD                                                                 | さいたまスーパーアリーナ                        | けものフレンズ with オーイシマサヨシ                           |                               |
| 9月16日           | けものフレンズLIVE                                                                                | 豊洲PIT                                         | PPP                                                            |                               |
| 10月21日 10月22日 | 「がたふぇす Vol.8」けものフレンズトークショー＆LIVE                                              | 万代シテイパーク                                | どうぶつビスケッツ×PPP                                         |                               |
| 12月24日          | アニメJAM2017                                                                                     | 舞浜アンフィシアター                            | どうぶつビスケッツ+かばんwithマーゲイ×PPP                      |                               |
| 12月2日           | けものフレンズLIVE大阪公演                                                                        | メルパルクホール大阪                            | PPP                                                            |                               |
| 2018年            |                                                                                                   |                                                 |                                                                |                               |
| 2月11日           | がんばろう！九州 BanG Dream!×ミルキィホームズ×けものフレンズ ハウステンボス スペシャルライブ 2018 | ハウステンボス                                  | どうぶつビスケッツ×PPP                                         |                               |
| 3月24日           | AJ Night 2018                                                                                     | 豊洲PIT                                         | どうぶつビスケッツ×PPP                                         |                               |
| 4月28日           | 超音楽祭2018                                                                                      | 幕張メッセ                                      | どうぶつビスケッツ×PPP                                         |                               |
| 7月29日           | 超！アニメディア劇場 LIVE in TAIWAN 2018                                                          | 台北国際会議中心                                | PPP                                                            |                               |
| 9月2日            | ファミリーマート×ロッテpresents 『けものフレンズ LIVE』                                           | 品川インターシティホール                        | PPP                                                            |                               |
| 9月2日            | けものフレンズ LIVE ～PPP LIVE～                                                                  | 品川インターシティホール                        | PPP                                                            | 単独ライブ                    |
| 10月28日          | 刈谷アニメcollectionスーパーライブ2018                                                            | 刈谷市総合文化センター・大ホール                | PPP                                                            | 佐々木未来､相羽あいな両名欠席 |
| 12月23日          | アニメJAM2018                                                                                     | 舞浜アンフィシアター                            | どうぶつビスケッツ×PPPwithマーゲイ                             |                               |
| 2019年            |                                                                                                   |                                                 |                                                                |                               |
| 1月12日           | けものフレンズ LIVE ～どうぶつビスケッツ LIVE～                                                   | かつしかシンフォニーヒルズ・ モーツァルトホール | PPP                                                            | 佐々木未来欠席                |
| 3月16日           | ビクターロック祭り2019                                                                            | 幕張メッセ国際展示場                            | どうぶつビスケッツ×PPP                                         |                               |
| 3月31日           | セガフェス2019                                                                                    | ベルサール秋葉原                                | PPP                                                            | 相羽あいな欠席                |
| 4月28日           | アニサマワールドinニコニコ超会議2019                                                              | 幕張メッセ                                      | けものフレンズ with アニサマフレンズ                           |                               |
| 7月27日           | けものフレンズPARTY                                                                               | 舞浜アンフィシアター                            | PPP                                                            |                               |
| 8月30日           | Animelo Summer Live 2019 -STORY-                                                                  | さいたまスーパーアリーナ                        | けものフレンズ×i☆RiSphere けものフレンズ with オーイシマサヨシ |                               |
| 11月9日           | けものフレンズ３ LIVE                                                                             | LINE CUBE SHIBUYA                               | PPP                                                            | 相羽あいな欠席                |
| 2021年            |                                                                                                   |                                                 |                                                                |                               |
| 4月25日           | PPP ONLINE LIVE～世界ペンギンの日大感謝祭～                                                       | オンラインライブ                                | PPP                                                            | 単独ライブ                    |

### TV番組
| 放送日   | 番組名                                           | 放送局           | 名義                                                     | 備考   |
| 2016年   | 2016年                                           | 2016年           | 2016年                                                   | 2016年 |
| -------- | ------------------------------------------------ | ---------------- | -------------------------------------------------------- | ------ |
| 12月9日  | A応Pのあにむす!!                                 | テレビ東京系列   | けものフレンズ                                           |        |
| 2017年   |                                                  |                  |                                                          |        |
| 1月16日  | アニメマシテ                                     | テレビ東京系列   | PPP                                                      |        |
| 3月27日  | 紺野、今から踊り納めるってよ                     | テレビ東京系列   | どうぶつビスケッツ×PPP                                   |        |
| 4月14日  | ミュージックステーション                         | テレビ朝日系列   | どうぶつビスケッツ×PPP                                   |        |
| 5月25日  | 坂崎幸之助のももいろフォーク村                   | フジテレビNEXT   | どうぶつビスケッツ×PPP×佐々木彩夏                        |        |
| 7月4日   | プレミアMelodiX!                                 | テレビ東京       | どうぶつビスケッツ×PPP                                   |        |
| 7月13日  | 坂崎幸之助のももいろフォーク村ちょいデラックス   | フジテレビNEXT   | どうぶつビスケッツ×PPP×佐々木彩夏×miwa×にゃんごすたー    |        |
| 9月18日  | MUSIC STATION ウルトラFES 2017                   | テレビ朝日系列   | どうぶつビスケッツ＋かばん×PPP＋マーゲイ＋コツメカワウソ |        |
| 12月13日 | 2017 FNS歌謡祭 第2夜                             | フジテレビ系列   | どうぶつビスケッツ×PPP                                   |        |
| 12月31日 | CDTVスペシャル！年越しプレミアライブ 2017 ⇒ 2018 | TBS系列          | どうぶつビスケッツ+かばん×PPP                            |        |
| 2019年   |                                                  |                  |                                                          |        |
| 6月30日  | アニソン！プレミアム！                           | NHK BSプレミアム | どうぶつビスケッツ×PPP                                   |        |
| 12月29日 | アニソン！プレミアム！Fes.2019                   | NHK BSプレミアム | どうぶつビスケッツ＋かばん×PPP with オーイシマサヨシ     |        |

### アニメ
| 放送日                | 番組名          | 放送局         | 登場話               | 備考 |
| --------------------- | --------------- | -------------- | -------------------- | ---- |
| 2017年1月11日-3月29日 | けものフレンズ  | テレビ東京系列 | レギュラー           |      |
| 2019年1月15日-4月2日  | けものフレンズ2 | テレビ東京系列 | 1話、8話、11話、12話 |      |

### ゲーム
| 出演期間              | タイトル                          | 対応機種                                  | 開発元   | 備考      |
| --------------------- | --------------------------------- | ----------------------------------------- | -------- | --------- |
| 2016年9月7日-12月14日 | けものフレンズ                    | Android/iOS                               | ネクソン | PIPが登場 |
| 2019年9月24日-        | けものフレンズ3                   | Android/iOS/DMM GAMES PLAYER/Amazonアプリ | SEGA     |           |
| 2019年9月26日-        | けものフレンズ3プラネットツアーズ | アーケード                                | SEGA     |           |

### ボイスドラマ
| 発売日        | タイトル         | 収録CD            |
| ------------- | ---------------- | ----------------- |
| 2017年6月7日  | じゃぱりまんがり | Japari Cafe       |
| 2018年10月4日 | うたのもと       | さふぁりどらいぶ♪ |

### 舞台
| 公演日               | タイトル                                            | 会場                        | 主催               | 備考                                        |
| -------------------- | --------------------------------------------------- | --------------------------- | ------------------ | ------------------------------------------- |
| 2017年6月14日 - 18日 | 舞台「けものフレンズ」                              | 品川プリンスホテル クラブeX | ネルケプランニング |                                             |
| 2018年1月13日 - 21日 | 舞台「けものフレンズ」（再演）                      | AiiA 2.5 Theater Tokyo      | ネルケプランニング | 1月13日、14日、相羽あいな欠席               |
| 2018年11月8日 - 18日 | 舞台「けものフレンズ」2～ゆきふるよるのけものたち～ | 品川プリンスホテル クラブeX | ネルケプランニング | PPPとマーゲイの回ゲスト出演。相羽あいな欠席 |